# Hans Namuth
Hans Namuth (Essen, Imperi Alemany, 17 de març de 1915 - East Hampton, Nova York, 13 d'octubre de 1990) va ser un fotògraf alemany. Tot i que durant la seva joventut va treballar com a fotoperiodista de guerra, juntament amb el seu company Georg Reisner, posteriorment es va especialitzar en retrat. Va fotografiar artistes com Willem de Kooning, Robert Rauschenberg, i Mark Rothko, i arquitectes com Frank Lloyd Wright, Philip Johnson i Louis Kahn; les seves fotografies del pintor abstracte Jackson Pollock al seu estudi van dur a aquest a la fama i al coneixement de les seves tècniques.
Namuth, que també va treballar com a director artístic de diverses pel·lícules, va morir en un accident de trànsit. Havia fet diversos viatges a Guatemala, d'on era la família de la seva dona, per tal de captar imatges dels indis nadius mam de Todos Santos.

## Biografia
L'any 1929 el pare de Namuth va unir-se al Partit Nazi; la joventut de Hans va estar marcada pel seu interès en la política, de la mà del moviment juvenil alemany i, gràcies a la seva mare, també per l'art. L'any 1933 va ser arrestat per distribuir propaganda antinazi, i va ser el seu pare qui el va posar en llibertat; per tal d'assegurar-ne la seguretat, el va enviar a França, on va treballar a París en diverses feines poc remunerades.
Allà, entre la comunitat d'expatriats alemanys, va iniciar amistat amb Georg Reisner. L'estiu de 1935 aquest va demanar-li que li fes d'ajudant de fotògraf a l'estudi que acabava d'obrir a Port de Pollença (Mallorca), i el novembre tornaven a París, on vivien amb la mare de Georg i duien un estudi fotogràfic plegats, visquent com a fotoperiodistes.
Per encàrrec de la revista francesa Vu, l'estiu de 1936 van anar a Barcelona a cobrir l'Olimpíada Popular (que havia d'inaugurar-se el 19 de juliol com a resposta dels jocs organitzats pel règim nazi), i van ser dels pocs fotògrafs estrangers que eren a la ciutat el dia de la insurrecció militar; així, van copsar les primeres mobilitzacions ciutadanes davant del cop militar.
Després d'estar fotografiant la guerra civil durant nou mesos, l'estiu de 1937 Reisner i Namuth van tornar a París i van seguir-hi treballant de fotògrafs fins a la tardor de 1939; amb l'escalada d'hostilitats entre el país i el règim nazi van ser internats pels francesos, de la mateixa manera que altres alemanys adults. Mentre que al desembre Namuth va unir-se a la legió estrangera francesa i va escapar a Marsella, Reisner va suïcidar-se per por de rebre una pena de presó més dura o, fins i tot, de ser repatriat a Alemanya. Namuth va aconseguir arribar a Nova York l'abril de 1941.
L'any 1943 es va casar i es va unir a l'exèrcit dels Estats Units per a lluitar contra el règim nazi a Europa i, un cop acabada la guerra, va deixar la fotografia de banda i la mantenia com una afició. Per tal d'intentar posar-se al dia va fer classes amb Josef Breitenbach, un altre immigrant alemany, i amb Alexey Brodovitch el 1949. Aquest, que a més de ser professor a Design Laboratory at the New School for Social Research també era director artístic de la revista Harper's Bazaar, va encoratjar-lo a seguir la seva carrera com a fotògraf i, així, Namuth va iniciar-se com a fotògraf publicitari per a aquesta publicació. També va advertir-li de la importància de Jackson Pollock en aquell moment, i el 1951 Namuth es convertia en el primer a publicar fotografies de l'artista.
Mentre seguia treballant a revistes com Holiday, Harper's Bazaar, i Horizon Namuth va retratar molts artistes pertanyents a l'expressionisme abstracte i relacionats amb l'escola de Nova York durant la dècada del 1950 i principis de la del 1960, com Willem de Kooning, Mark Rothko, Robert Motherwell, Clyfford Still o Barnett Newman, i també arquitectes, compositors i escriptors com Mies van der Rohe, Frank Lloyd Wright, Stephen Sondheim, John O'Hara, Walter Gropius, Edward Albee, Jerome Robbins, Oscar Hammerstein, i Richard Rodgers.
De 1979 a 1983 la revista novaiorquesa Art News va publicar dinou portades de Namuth, que van dur-li a fotografiar a artistes destacats com Jasper Johns, Jim Dine, Romare Bearden i Louise Nevelson, i, a partir d'aquell any, la revista francesa Connaissance des arts va servir-li de plataforma per seguir retratant artistes i arquitectes fins a la seva mort; d'entre les més de cent fotografies que va publicar-hi hi ha les de Philip Johnson, George Segal i Isamu Noguchi.

## Obra
A banda de les fotografies a les revistes Vu, Life, Harper's Bazaar, Art News i Connaissance des arts, també va publicar:
- Los todos santeros
- Fifty two artists
- Pollock painting
- Artists: a personal view
- Twenty five artists